# 大湳 (南投縣)
大湳，是台灣南投縣埔里鎮的一個傳統地域名稱，位於該鎮中部偏東。相較於今日行政區，其範圍大致包括北梅里東北部、大湳里不含西南端、蜈蚣里西南部凸出部分的西北部。

## 歷史
台灣清治末期至日治初期，大湳地區為一街庄，稱為「大湳庄」，隸屬於埔里社堡。該庄北北東隔眉溪與牛眠山庄為鄰，東南東與蕃地為鄰，南南西邊為枇杷城庄、埔里社街，西北西邊為大肚城庄。
1901年（日治明治三十四年）11月，全台廢縣廳改設二十廳，該庄隸屬於南投廳。1903年（明治三十六年）6月，該庄編入「埔西區」，隸屬於南投廳。1909年（明治四十二年）10月，合併二十廳為十二廳，埔西區仍隸屬於南投廳。1920年（大正九年），全台地方制度大改正，廢十二廳改設五州二廳，該庄改制為「大湳」大字，隸屬於臺中州能高郡埔里街。
戰後埔里街改制為埔里鎮，隸屬於臺中縣，大字亦改制為里。1950年10月，中、彰、投分治，埔里鎮改隸屬南投縣。

## 聚落
本地區發展較早的聚落有楓仔城、大湳、虎仔耳、蜈蚣崙等，在日治期初期的官方地圖上已有記載。

## 交通
國道6號又稱「水沙連高速公路」，是霧峰至埔里的橫貫高速公路，其東側端點（埔里端）位於大湳地區東北部的省道台14線路口。由此向北經眉溪橋繞大彎轉西南西再轉西北西可前往愛蘭（埔里西郊）、北山坑、國姓、草屯、萬斗六的舊正、丁臺南部並止於國道3號霧峰系統交流道。該國道在本地區西北郊另設有埔里交流道，但僅供東出西入，並與省道台21線以連絡道相接。
省道台14線（中山路一段）是彰化中庄子至南投廬山的幹道，大致以西南西—東北東走向蜿蜒經過本地區中部偏東南地帶。由該道路向西南西轉西再轉西南西再轉西繞經埔里市區北側可前往國姓市區西南郊、草屯、芬園、彰化中庄子並止於省道台1線路口；向東北東轉東南東再繞大彎轉東北可前往仁愛（霧社）、廬山等地。
省道台21線（西安路一段）是台中市東勢區天冷至南投縣信義鄉塔塔加的幹道，大致以北北東—南南西走向經過本地區西部近邊界地帶。由該道路向北北東經國道6號埔里交流道路口後可前往國姓東北部、新社東南部、東勢南端並止於省道台8線路口；向南南西轉西繞經埔里市區西郊轉南南西可前往魚池、水里東南部、信義、和社、塔塔加等地。
鄉道投78線（大湳路）是四角城至大湳的道路，其東南側端點位於本地區中部偏南的省道台14線路口。由此向北轉北北東過眉溪守城橋出境後，經國道6號高架橋下後轉西北可前往牛眠山西部的四角城聚落東南郊並上於省道台21線路口。
鄉道投79線（鯉魚路）是大湳至鯉魚潭的道路，其北側端點位於本地區中部偏東的省道台14線路口。由此向南南東轉東南微東再轉東南微南出境後，可前往鯉魚潭並止於其南側路底。

## 學校
- 中峰國小

## 廟宇
- 平埔番祖廟（原住民祖靈廟）

## 景點
- 虎子山
  - 臺灣地理中心碑